# 10322 Mayuminarita
10322 Mayuminarita eller 1990 VT1 är en asteroid i huvudbältet som upptäcktes den 11 november 1990 av de båda japanska astronomerna Kazuro Watanabe och Kin Endate vid Kitami-observatoriet. Den är uppkallad efter japanska simmerskan Mayumi Narita.
Asteroiden har en diameter på ungefär 3 kilometer och den tillhör asteroidgruppen Nysa.